# Paul Annacone
Paul Annacone (Southampton, NY, 20 maart 1963) is een voormalig tennisser uit de Verenigde Staten van Amerika. Hij was tussen 1984 en 1998 actief in het professionele circuit. Annacone won drie ATP-toernooien in het enkelspel. In het dubbelspel behaalde hij zijn grootste successen, veelal aan de zijde van Christo van Rensburg, met onder andere in 1985 de titel op het Australian Open.
Na zijn actieve carrière werd Annacone coach van onder anderen Pete Sampras, Tim Henman en sinds augustus 2010 Roger Federer.

## Palmares
| Legenda                       | Legenda               |
| ----------------------------- | --------------------- |
| Grand Slam                    |                       |
| Olympische Spelen             |                       |
| tot 2009                      | vanaf 2009            |
| Tennis Masters Cup            | ATP Finals            |
| ATP Masters Series            | ATP Tour Masters 1000 |
| ATP International Series Gold | ATP Tour 500          |
| ATP International Series      | ATP Tour 250          |

### Enkelspel
| Nr.              | Datum             | Toernooi             | Ondergrond | Tegenstander in finale | Score                     | Details |
| ---------------- | ----------------- | -------------------- | ---------- | ---------------------- | ------------------------- | ------- |
| Gewonnen finales |                   |                      |            |                        |                           |         |
| 1.               | 22 september 1985 | GP Los Angeles       | Hardcourt  | Stefan Edberg          | 7-6(5), 6-7(8), 7-6(4)    | Details |
| 2.               | 13 oktober 1985   | GP Brisbane Indoor   | Tapijt (i) | Kelly Evernden         | 6-3, 6-3                  | Details |
| 3.               | 22 oktober 1989   | GP Wenen             | Tapijt (i) | Kelly Evernden         | 6-7(5), 6-4, 6-1, 2-6 6-3 | Details |
| Verloren finales |                   |                      |            |                        |                           |         |
| 1.               | 28 april 1985     | WCT Atlanta          | Tapijt (i) | John McEnroe           | 6-7(2), 6-7(5), 2-6       | Details |
| 2.               | 27 oktober 1985   | GP Melbourne Indoor  | Tapijt (i) | Martin Davis           | 4-6, 4-6                  | Details |
| 3.               | 31 juli 1988      | GP Stratton Mountain | Hardcourt  | Andre Agassi           | 2-6, 4-6                  | Details |

### Dubbelspel
| Nr.                               | Datum             | Toernooi                 | Ondergrond    | Partner              | Tegenstanders in finale          | Score                   | Details |
| --------------------------------- | ----------------- | ------------------------ | ------------- | -------------------- | -------------------------------- | ----------------------- | ------- |
| Gewonnen finales mannendubbelspel |                   |                          |               |                      |                                  |                         |         |
| 1.                                | 16 december 1984  | GP Sydney                | Gras          | Christo van Rensburg | Tom Gullikson Scott McCain       | 7–6, 7–5                | Details |
| 2.                                | 17 februari 1985  | GP Delray Beach          | Hardcourt     | Christo van Rensburg | Sherwood Stewart Kim Warwick     | 7–5, 7–5, 6–4           | Details |
| 3.                                | 28 april 1985     | GP Atlanta Indoor        | Tapijt (i)    | Christo van Rensburg | Steve Denton Tomáš Šmíd          | 6–4, 6–3                | Details |
| 4.                                | 29 september 1985 | GP San Francisco         | Tapijt (i)    | Christo van Rensburg | Brad Gilbert Sandy Mayer         | 3–6, 6–3, 6–4           | Details |
| 5.                                | 8 december 1985   | Australian Open          | Gras          | Christo van Rensburg | Mark Edmondson Kim Warwick       | 3–6, 7–6, 6–4, 6–4      | Details |
| 6.                                | 8 maart 1987      | GP Miami                 | Hardcourt     | Christo van Rensburg | Ken Flach Robert Seguso          | 6–2, 6–4, 6–4           | Details |
| 7.                                | 5 april 1987      | GP Chicago               | Tapijt (i)    | Christo van Rensburg | Mike De Palmer Gary Donnelly     | 6–3, 7–6                | Details |
| 8.                                | 19 april 1987     | GP Tokio                 | Hardcourt     | Kevin Curren         | Andrés Gómez Anders Järryd       | 6–4, 7–6                | Details |
| 9.                                | 30 oktober 1988   | ATP Parijs               | Tapijt (i)    | John Fitzgerald      | Jim Grabb Christo van Rensburg   | 6–2, 6–2                | Details |
| 10.                               | 19 februari 1989  | GP Memphis               | Hardcourt (i) | Christo van Rensburg | Scott Davis Tim Wilkison         | 7–6, 6–7, 6–1           | Details |
| 11.                               | 26 februari 1989  | GP Philadelphia          | Tapijt (i)    | Christo van Rensburg | Rick Leach Jim Pugh              | 6–3, 7–5                | Details |
| 12.                               | 29 juli 1990      | ATP Montréal             | Hardcourt     | David Wheaton        | Broderick Dyke Peter Lundgren    | 6-1, 7-6                | Details |
| 13.                               | 2 mei 1993        | ATP Atlanta              | Gravel        | Richey Reneberg      | Todd Martin Jared Palmer         | 6–4, 7–6                | Details |
| 14.                               | 24 oktober 1993   | ATP Peking               | Tapijt (i)    | Doug Flach           | Jacco Eltingh Paul Haarhuis      | 7–6, 6–3                | Details |
| Verloren finales mannendubbelspel |                   |                          |               |                      |                                  |                         |         |
| 1.                                | 30 oktober 1983   | GP-toernooi van Keulen   | Tapijt (i)    | Eric Korita          | Florin Segărceanu Nick Saviano   | 3–6, 4–6                | Details |
| 2.                                | 5 augustus 1984   | GP Livingston            | Hardcourt     | Glenn Michibata      | Scott Davis Ben Testerman        | 4–6, 4–6                | Details |
| 3.                                | 5 mei 1985        | GP Las Vegas             | Hardcourt     | Christo van Rensburg | Pat Cash John Fitzgerald         | 6–7, 7–6, 6–7           | Details |
| 4.                                | 14 juli 1985      | GP Newport               | Gras          | Christo van Rensburg | Peter Doohan Sammy Giammalva Jr. | 1–6, 3–6                | Details |
| 5.                                | 22 september 1985 | GP Los Angeles           | Hardcourt     | Christo van Rensburg | Scott Davis Robert Van't Hof     | 3–6, 6–7                | Details |
| 6.                                | 12 januari 1986   | WCT World Doubles Londen | Tapijt (i)    | Christo van Rensburg | Heinz Günthardt Balázs Taróczy   | 4–6, 6–1, 6–7, 7–6, 4–6 | Details |
| 7.                                | 10 augustus 1986  | GP Stratton Mountain     | Hardcourt     | Christo van Rensburg | Peter Fleming John McEnroe       | 3–6, 6–3, 3–6           | Details |
| 8.                                | 22 maart 1987     | GP Orlando               | Hardcourt     | Christo van Rensburg | Sherwood Stewart Kim Warwick     | 6–2, 6–7, 4–6           | Details |
| 9.                                | 24 juli 1988      | GP Schenectady           | Hardcourt     | Patrick McEnroe      | Alexander Mronz Greg Van Emburgh | 3–6, 7–6, 5–7           | Details |
| 10.                               | 6 november 1988   | GP Stockholm             | Hardcourt (i) | John Fitzgerald      | Kevin Curren Jim Grabb           | 5–7, 4–6                | Details |
| 11.                               | 12 maart 1989     | GP Scottsdale            | Hardcourt     | Christo van Rensburg | Rick Leach Jim Pugh              | 7–6, 3–6, 2–6, 6–2, 4–6 | Details |
| 12.                               | 2 oktober 1989    | GP San Francisco         | Tapijt (i)    | Christo van Rensburg | Pieter Aldrich Danie Visser      | 4–6, 3–6                | Details |
| 13.                               | 22 oktober 1989   | GP Wenen                 | Tapijt (i)    | Kelly Evernden       | Jan Gunnarsson Anders Järryd     | 2–6, 3–6                | Details |
| 14.                               | 9 september 1990  | US Open                  | Hardcourt     | David Wheaton        | Pieter Aldrich Danie Visser      | 2-6, 6-7, 2-6           | Details |
| 15.                               | 12 juli 1992      | ATP Newport              | Gras          | David Wheaton        | Royce Deppe David Rikl           | 4-6, 4-6                | Details |
| 16.                               | 16 mei 1993       | ATP Delray Beach         | Gravel        | Doug Flach           | Patrick McEnroe Jonathan Stark   | 4–6, 3–6                | Details |

## Resultaten grandslamtoernooien
| Legenda | Legenda                          |
| ------- | -------------------------------- |
| g.t.    | geen toernooi gehouden           |
| l.c.    | lagere categorie                 |
| –       | niet deelgenomen                 |
| G       | uitgeschakeld in de groepsfase   |
| 1R      | uitgeschakeld in de eerste ronde |
| 2R      | uitgeschakeld in de tweede ronde |
| 3R      | uitgeschakeld in de derde ronde  |
| 4R      | uitgeschakeld in de vierde ronde |
| KF      | uitgeschakeld in de kwartfinale  |
| HF      | uitgeschakeld in de halve finale |
| F       | de finale verloren               |
| W       | het toernooi gewonnen            |
| w-v     | winst/verlies-balans             |

### Enkelspel
| Toernooi        | 1984 | 1985 | 1986 | 1987 | 1988 | 1989 | 1990 |
| --------------- | ---- | ---- | ---- | ---- | ---- | ---- | ---- |
| Australian Open | 2R   | 3R   | –    | 4R   | 1R   | –    | 2R   |
| Roland Garros   | –    | 1R   | –    | 2R   | 3R   | –    | –    |
| Wimbledon       | KF   | 2R   | 2R   | 3R   | 4R   | 1R   | 2R   |
| US Open         | 1R   | 3R   | 2R   | 1R   | 2R   | 1R   | 3R   |

### Mannendubbelspel
| Grandslamtoernooien   |            |               |               |               |            |               |               |               |      |               |               |               |         |
| Australian Open       | –          | W             | –             | HF            | 3R         | –             | 3R            | –             | 1R   | –             | 1R            | 2R            | 13-6    |
| Roland Garros         | –          | KF            | –             | 2R            | 3R         | –             | –             | 1R            | –    | –             | 3R            | –             | 8-5     |
| Wimbledon             | 2R         | KF            | HF            | KF            | 3R         | 1R            | 1R            | KF            | 1R   | 1R            | 2R            | –             | 16-11   |
| US Open               | 2R         | 3R            | 3R            | KF            | KF         | HF            | F             | 2R            | 1R   | 2R            | 3R            | –             | 24-11   |
| Winst-verlies         | 2-2        | 14-3          | 6-2           | 11-4          | 9-4        | 4-2           | 7-3           | 4-3           | 0-3  | 1-2           | 5-4           | 1-1           | 64-33   |
| Tennis Masters Cup    |            |               |               |               |            |               |               |               |      |               |               |               |         |
| ATP World Tour Finals | –          | –             | HF            | –             | –          | –             | –             | –             | –    | –             | –             | –             | 1-1     |
| ATP Masters 1000      |            |               |               |               |            |               |               |               |      |               |               |               |         |
| Indian Wells          | Geen M1000 | Geen M1000    | Geen M1000    | Geen M1000    | Geen M1000 | Geen M1000    | 2R            | –             | 1R   | –             | –             | 1R            | 1-3     |
| Miami                 | Geen M1000 | Geen M1000    | Geen M1000    | Geen M1000    | Geen M1000 | Geen M1000    | –             | –             | 1R   | HF            | 2R            | –             | 5-3     |
| Monte Carlo           | Geen M1000 | Geen M1000    | Geen M1000    | Geen M1000    | Geen M1000 | Geen M1000    | –             | –             | –    | 1R            | –             | –             | 0-2     |
| Hamburg               | Geen M1000 | Geen M1000    | Geen M1000    | Geen M1000    | Geen M1000 | Geen M1000    | –             | –             | –    | –             | –             | –             | 0-0     |
| Rome                  | Geen M1000 | Geen M1000    | Geen M1000    | Geen M1000    | Geen M1000 | Geen M1000    | –             | –             | –    | –             | –             | –             | 0-0     |
| Montréal/Toronto      | Geen M1000 | Geen M1000    | Geen M1000    | Geen M1000    | Geen M1000 | Geen M1000    | W             | 1R            | –    | –             | 2R            | –             | 6-2     |
| Cincinnati            | Geen M1000 | Geen M1000    | Geen M1000    | Geen M1000    | Geen M1000 | Geen M1000    | –             | 1R            | –    | 2R            | –             | –             | 1-2     |
| Stockholm             | Geen M1000 | Geen M1000    | Geen M1000    | Geen M1000    | Geen M1000 | Geen M1000    | 2R            | –             | –    | –             | –             | l.c.          | 1-1     |
| Stuttgart             | Geen M1000 | Geen M1000    | Geen M1000    | Geen M1000    | Geen M1000 | Geen M1000    | l.c.          | l.c.          | l.c. | l.c.          | l.c.          | –             | 0-0     |
| Parijs                | Geen M1000 | Geen M1000    | Geen M1000    | Geen M1000    | Geen M1000 | Geen M1000    | –             | –             | –    | –             | –             | –             | 0-0     |
| Olympische Spelen     |            |               |               |               |            |               |               |               |      |               |               |               |         |
| Olympische Spelen     | –          | geen toernooi | geen toernooi | geen toernooi | –          | geen toernooi | geen toernooi | geen toernooi | –    | geen toernooi | geen toernooi | geen toernooi | 0-0     |
| Statistieken          |            |               |               |               |            |               |               |               |      |               |               |               |         |
| Totaal aantal titels  | 1          | 4             | 0             | 3             | 1          | 2             | 1             | 0             | 0    | 2             | 0             | 0             | 14      |
| Totaal winst-verlies  | 13-8       | 49-19         | 28-16         | 46-18         | 28-17      | 26-18         | 25-17         | 6-9           | 3-14 | 21-10         | 16-18         | 2-5           | 266-175 |
| Eindejaarsranking     | 76         | 5             | 26            | 9             | 21         | 18            | 29            | 217           | 247  | 72            | 97            | 514           |         |